# Vossloh G 1206 BB
,,
La G 1206 BB — également désignée BB 61000 en France — est une locomotive Diesel produite à partir de 1997 par MaK. Elle développe une puissance maximale de 1 500 kW, et atteint une vitesse maximale de 100 km/h.

## Caractéristiques
La G 1206 est initialement conçue par Maschinenbau Kiel (MaK) pour l’entreprise d’extraction de charbon RAG. Elle succède à la G 1205 produite à partir de 1991. L’usine de Kiel est rachetée par Vossloh en 1998.
La locomotive mesure 14,7 mètres de long et pèse 87,3 tonnes. Sa vitesse limite est de 100 km/h et sa puissance 1 500 kW. Elle possède un moteur Diesel Caterpillar à douze cylindres ; l'effort de traction est transmis par une boîte hydraulique Voith, ce qui est assez rare en France. Le freinage se fait par un disque monté sur les roues et par des semelles.
Une particularité de la BB 61000 est sa monocabine avec poste de conduite à droite dans le sens de la marche, ce qui crée des difficultés pour la visibilité des signaux de type bas positionnés à gauche, surtout que le capot est long. De ce fait, les BB 61000 sont principalement utilisées en Alsace et en Moselle (dont la circulation se fait à droite) autour de Strasbourg.
Avant d'être affectées au dépôt de Hausbergen, les locomotives ont eu différents ajouts en vue de la sécurité sur le réseau français, comme le KVB, l'enregistreur Atess, le DAAT, la répétition des signaux en cabine, la radio sol-train, etc. Pour pouvoir circuler en Allemagne, les BB 61000 ont aussi reçu l'équipement PZB.

## Utilisation
Elle est autorisée à circuler en Allemagne, Italie et en France.
De nombreuses entreprises utilisent des G 1206 en France telles que :
- Europorte
- Captrain France
- Colas Rail
- DB Cargo France
- DVF
- TSO
- ETF
- Lineas
- Génifer
- Ferrotract
- Régiorail
- Vecchietti
- Aproport
- MILLET

### Location SNCF
Fret SNCF a loué ce matériel à partir de 2003-2004 à Alpha Trains jusqu'en  août 2015, sous l'appellation BB 61000. Les BB 61000 ont été commandées en 2002 par la Direction du Matériel de la SNCF pour lutter contre le vieillissement du parc des locomotives Diesel. Pour aller un peu plus vite, l'entreprise a pris pour la première fois à la location six locomotives allemandes Vossloh de type G 1206, plus six autres en 2003, et pour finir neuf en 2004. Elles furent louées pour deux ans de façon reconductible. Ces locomotives ont été louées par l'entreprise Angels Trains à la SNCF.
Les locomotives seront rendues en 2008 et 2012, car avec l'arrivée des BB (4)75000 d'Alstom, leur location ne sera plus justifiée : le trafic qu'elles effectuaient sera assuré par des BB 75000 pour le service international et des BB 69400 pour le service national.

## Modélisme
- Cette locomotive a été reproduite en HO et en N par les firmes Roco, Mehano, Trix et Piko en plusieurs livrées dont Fret SNCF et Véolia-Transport.